# Burås kvarn

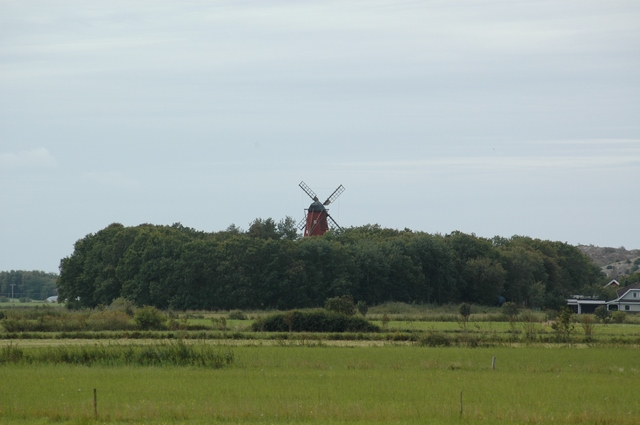
Burås kvarn ligger på en mindre höjd i det bohuslänska landskapet.

Burås kvarn är en kvarn belägen på en kulle i Glöskär i sydvästra delen av Kungälvs kommun. Denna kvarn uppfördes 1892–1893 i tre våningar av byggmästare Emanuel Andréasson. På samma plats har det funnits väderkvarnar sedan 1700-talet. Kvarnen är byggnadsminne sedan den 9 september 2004.

## Historik
På en mindre höjd i det omgivande flacka kustnära landskapet ligger Burås kvarn. Kvarnverksamheten pågick fram till 1947. Därefter användes kvarnen under en period som sommarstuga. Thure Andersson övertog kvarnen 1977 och har i samarbete med Burås Gille rustat upp den med ekonomiskt stöd från Länsstyrelsen.

## Beskrivning
Kvarnen är av typen hättekvarn eller "kjortelkvarn", vilken är den i landskapet Bohuslän vanligaste kvarntypen. Själva kvarnkroppen är åttkantig och avsmalnande uppåt, klädd med rödfärgad lockpanel. Kvarnstenarna finns på andra våningen. På första våningen finns det så kallade lätteverket. Detta bär via en axel upp den roterande övre kvarnstenen. Vingarna och vingaxeln sitter i den svängbara hättan, vilken ungefärligen har formen av en upp- och nedvänd båt. Hättan är klädd med svartmålad plåt. Vingarna är tjärade, liksom de vridstänger, som går ner från hättan till baksidan av kvarnen. Med hjälp av vridstängerna vrider man upp hättan och därmed också kvarnvingarna mot vinden. I kvarnens närhet finns en dansbana och en bod för förvaring och kaffeförsäljning i samband med evenemang vid kvarnen. En åretruntbostad från 1970-talet ligger nedanför kvarnen i väster.